# Golful Izmitului
Golful Izmitului (în turcă İzmit Körfezi) este un golf în extremitatea de est a Mării Marmara, aparținând de Provincia Kocaeli a Republicii Turcia. Golful își ia numele de la orașul Izmit, care se află pe malul său. Printre alte orașe care se află pe malul acestuia se numără Gebze, Körfez, Gölcük și Altınova.